# Zyprischer Fußballpokal 2013/14
Der Zyprische Fußballpokal 2013/14 war die 72. Austragung des zyprischen Pokalwettbewerbs. Er wurde vom zyprischen Fußballverband ausgetragen. Das Finale fand am 21. Mai 2014 im GSP-Stadion von Nikosia statt.
Pokalsieger wurde APOEL Nikosia. Das Team setzte sich im Finale gegen Ermis Aradippou durch. Da APOEL durch die Meisterschaft bereits für 
die der Champions League qualifiziert war, erhielt der unterlegene Finalist den Startplatz für die 3. Qualifikationsrunde der UEFA Europa League 2014/15.

## Modus
Die Begegnungen der 1. Runde wurden in einem Spiel ausgetragen. Bei unentschiedenem Ausgang wurde das Spiel um zweimal 15 Minuten verlängert. Stand danach kein Sieger fest, folgte ein Wiederholungsspiel auf des Gegners Platz. Endete auch dies unentschieden, gab es eine Verlängerung und gegebenenfalls ein Elfmeterschießen.
Die Begegnungen von der 2. Runde bis zum Halbfinale wurden in Hin- und Rückspiel ausgetragen. Bei Torgleichheit entschied zunächst die Anzahl der auswärts erzielten Tore, danach eine Verlängerung von zweimal 15 Minuten und falls erforderlich ein Elfmeterschießen.

## Teilnehmer
Es nahmen nur die Mannschaften der ersten beiden Ligen teil.
| First Division (14) | First Division (14) | Second Division (16) | Second Division (16) |
| --- | --- | --- | --- |
| - AEK Kouklia - AEK Larnaka - AEL Limassol 1 - Alki Larnaka - Anorthosis Famagusta - APOEL Nikosia - Apollon Limassol 1 | - Aris Limassol - Doxa Katokopia - Enosis Neon Paralimni - Ermis Aradippou - Ethnikos Achnas - Nea Salamis Famagusta - Omonia Nikosia | - AE Paphos - AEZ Zakakiou - Anagennisi Deryneia - AO Agia Napa - APEP Pitsilia - ASIL Lysi - Chalkanoras Idaliou - Digenis Oroklinis | - Enosis Neon Parekklisia - Karmiotissa FC - Nikos & Sokratis Erimis - Olympiakos Nikosia - Omonia Aradippou - Onisilos Sotira - Othellos Athienou - PAEEK Kyrenia |

## 1. Runde
In dieser Runde traten alle 16 Teams der Second Division und 12 Teams der First Division an.
|                         | Ergebnis              |                     |
| ----------------------- | --------------------- | ------------------- |
| Enosis Neon Paralimni   | 5:3                   | Chalkanoras Idaliou |
| AEZ Zakakiou            | 2:5                   | AEK Kouklia         |
| Othellos Athienou       | 1:2 n. V.             | AEK Larnaka         |
| Doxa Katokopia          | 9:0                   | ASIL Lysi           |
| Nikos & Sokratis Erimis | 0:4                   | Omonia Nikosia      |
| Omonia Aradippou        | 0:5                   | Ermis Aradippou     |
| Nea Salamis Famagusta   | 4:1                   | Karmiotissa FC      |
| PAEEK Kyrenia           | 0:1                   | Aris Limassol       |
| Ethnikos Achnas         | 2:0                   | AO Agia Napa        |
| Onisilos Sotira         | 3:1                   | APEP Pitsilia       |
| Enosis Neon Parekklisia | 0:2                   | Olympiakos Nikosia  |
| Anorthosis Famagusta    | 0:0 n. V. (5:4 i. E.) | Anagennisi Deryneia |
| Alki Larnaka            | 3:0                   | AE Paphos           |
| Digenis Oroklinis       | 2:4 n. V.             | APOEL Nikosia       |

## 2. Runde
In dieser Runde stiegen weitere zwei Vereine ein.
- Apollon Limassol (Pokalsieger 2012/13)
- AEL Limassol (Finalist 2012/13)

|                       | Gesamt    |                       | Hinspiel | Rückspiel |
| --------------------- | --------- | --------------------- | -------- | --------- |
| AEK Kouklia           | 1:3       | Ermis Aradippou       | 1:0      | 00:3 2    |
| APOEL Nikosia         | 2:0       | AEL Limassol          | 1:0      | 1:0       |
| Apollon Limassol      | 4:1       | Nea Salamis Famagusta | 1:0      | 3:1       |
| Enosis Neon Paralimni | (a)1:1(a) | Ethnikos Achnas       | 0:0      | 1:1       |
| Olympiakos Nikosia    | 1:9       | Doxa Katokopia        | 1:3      | 0:6       |
| Anorthosis Famagusta  | 2:4       | AEK Larnaka           | 1:1      | 1:3       |
| Omonia Nikosia        | 2:1       | Aris Limassol         | 1:0      | 1:1       |
| Alki Larnaka          | 5:3       | Onisilos Sotira       | 3:3      | 2:0       |

## Viertelfinale
|                | Gesamt    |                       | Hinspiel | Rückspiel |
| -------------- | --------- | --------------------- | -------- | --------- |
| Alki Larnaka   | 0:3       | APOEL Nikosia         | 0:0      | 0:3       |
| AEK Larnaka    | 0:2       | Ermis Aradippou       | 0:0      | 0:2       |
| Doxa Katokopia | 2:0       | Enosis Neon Paralimni | 1:0      | 1:0       |
| Omonia Nikosia | (a)2:2(a) | Apollon Limassol      | 2:1      | 0:1       |

## Halbfinale
|                  | Gesamt |                 | Hinspiel | Rückspiel |
| ---------------- | ------ | --------------- | -------- | --------- |
| Apollon Limassol | 3:5    | Ermis Aradippou | 2:1      | 1:4 n. V. |
| APOEL Nikosia    | 8:1    | Doxa Katokopia  | 4:1      | 4:0       |

## Finale
| Paarung         | Ermis Aradippou – APOEL Nikosia |
| Ergebnis        | 0:2 (0:2) |
| Datum           | 21. Mai 2014 |
| Stadion         | GSP-Stadion, Nikosia |
| Zuschauer       | 11.463 |
| Schiedsrichter  | Christos Nicolaides |
| Tore            | 0:1 Tomás De Vincenti (6.) 0:2 Cillian Sheridan (28.) |
| Ermis Aradippou | Giannis Arabatzis – Lewan Maghradse, Dragan Žarković, Paulo Pina, João Pedro „China“ Santos Gonçalves – Giannis Taralidis, Matthieu Bemba, Césinha (70. Stelios Dimitriou), Armend Alimi (59. Yiannakis Okkas) – Manú (76. Andreas Papathanasiou), Henrique Souto Esteves. Cheftrainer: Nicos Panayiotou |
| APOEL Nikosia   | Dionysis Chiotis – Mário Sérgio, Marios Antoniadis, Marcelo Oliveira, João Guilherme – Nuno Morais (62. Nektarios Alexandrou), Vinícius Oliveira, Constantinos Charalambidis, Tomás De Vincenti, Gustavo Manduka (24. Tiago Gomes) – Cillian Sheridan (80. César Santin). Cheftrainer: Georgios Donis    |
| Gelbe Karten    | Paulo Pina, Giannis Taralidis, Matthieu Bemba – Vinícius Oliveira, Nuno Morais, Marios Antoniadis, Dionysis Chiotis |